# タムシン・エガートン
タムシン・エガートン（Tamsin Egerton, 1988年11月26日 - ）は、イングランドの女優、モデル。

## 生い立ち
イングランドのハンプシャーで生まれる。父親マイケルはビジネスマン、母親ニッキーは元看護師。5歳年上の姉ソフィアの影響を受け、6歳から芝居に関わる。7歳の時、作家フランシス・ホジソン・バーネットの同名小説を原作とする劇団ロイヤル・シェイクスピア・カンパニーのミュージカル作品『秘密の花園』にメアリー役で主演する。ハンプシャーにある男女共学のインディペンデントスクールに通う。在学中から半ば不登校だった彼女はモデルとしても活動する。16歳で学校を卒業した彼女はモデル活動に退屈感を覚えていたことから役者活動のみ専念することを決意。

## キャリア
作家マリオン・ジマー・ブラッドリーの同名小説を原作とする2001年のテレビミニシリーズ『アヴァロンの霧』に出演、他、デンマークの作家アンデルセンの若いころを描いた2001年の幻想的半伝記テレビミニシリーズ『アンデルセン 夢と冒険の物語』、2004年のミステリーテレビ映画『シャーロック・ホームズ 淑女殺人事件』等にそれぞれクレジットされている。
漫画家ロナルド・サールの作品に基づいた2007年のイギリスのコメディ映画『聖トリニアンズ女学院』に登場、次いで、2009年には続編『聖トリニアンズ女学院2』にも出演した。
2010年6月2日に公開された高級ダイヤの盗難をきっかけに始まる英国のクライムスリラー映画『4.3.2.1』で彼女は4人組の一人カサンドラ役として、ジョー役のエマ・ロバーツ、ケリー役のシャニカ・ウォーレン＝マークランド、シャノン役のオフィリア・ラヴィボンド等と共演。2011年に初放送されたアーサー王伝説に基づく米・英・加・アイルランド共同合作の歴史ファンタジーテレビドラマ『CAMELOT 〜禁断の王城〜』に彼女はグィネヴィア役で、ジェイミー・キャンベル・バウアー、ジョセフ・ファインズ、エヴァ・グリーン、クレア・フォーラニらと共演を果たす。2013年9月に初上映されたスペインのスリラー映画『グランドピアノ 狙われた黒鍵』にアシュリー役としてトム役のイライジャ・ウッド、エマ役のケリー・ビシェ、スナイパー役のジョン・キューザックらとともに出演。

## 私生活
2015年、交際している俳優のジョシュ・ハートネットとの間に第1子が妊娠。

## 出演作品

### 映画
| 公開年 | 邦題 原題                                                                             | 役名                                              | 備考                    |
| ------ | ------------------------------------------------------------------------------------- | ------------------------------------------------- | ----------------------- |
| 2003   | アンデルセン 夢と冒険の物語 Hans Christian Andersen: My Life as a Fairytale           | ケイト・ディケンズ                                | テレビ映画              |
| 2004   | シャーロック・ホームズ:淑女殺人事件 Sherlock Holmes and the Case of the Silk Stocking | ミランダ・ヘルホートン                            | テレビ映画              |
| 2006   | エラゴン 遺志を継ぐ者 Eragon                                                          | カトリーナ                                        | クレジット無し          |
| 2007   | 聖トリニアンズ女学院 St Trinian's                                                     | チェルシー・パーカー                              | 日本劇場未公開          |
| 2008   | スリラー Knife Edge                                                                   | フローラ                                          | 日本劇場未公開          |
| 2009   | 聖トリニアンズ女学院2 St Trinian's 2: The Legend of Fritton's Gold                    | チェルシー・パーカー                              | 日本劇場未公開          |
| 2010   | 4.3.2.1 4.3.2.1.                                                                      | カサンドラ                                        |                         |
| 2011   | ルーキー・ハウス・ガール Chalet Girl                                                  | ジョージー                                        | 日本劇場未公開          |
| 2013   | Mr.スキャンダル The Look of Love                                                      | アンバー・セント・ジョージ/フィオナ・リッチモンド |                         |
| 2013   | ジャスティンと勇気の騎士の物語 Justin and the Knights of Valour                       | ララ                                              | 日本劇場未公開 声の出演 |
| 2013   | グランドピアノ 狙われた黒鍵 Grand Piano                                               | アシュリー                                        |                         |
| 2014   | クィーン アンド カントリー Queen & Country                                            | オフィーリア                                      |                         |
| 2014   | あと1センチの恋 Love, Rosie                                                           | サリー                                            |                         |
| 2015   | タイム・ラヴァーズ 時空を繋ぐ指輪 The Lovers                                          | ローラ                                            | 日本劇場未公開          |
| 2015   | イエス・キリスト 磔刑の真相 Killing Jesus                                             | ピラトの妻クラウディア                            | テレビ映画              |

### テレビ
| 放映年    | 邦題 原題                                      | 役名                          | 備考                              |
| --------- | ---------------------------------------------- | ----------------------------- | --------------------------------- |
| 2001      | アヴァロンの霧 The Mists of Avalon             | 若きモーガン                  | ミニシリーズ                      |
| 2002-2003 | Sir Gadabout: The Worst Knight in the Land     | Princess Elenora / Sir Knight | 20エピソード                      |
| 2006      | 法医学捜査班 silent witness Silent Witness     | ハンナ・ダンカン              | 2エピソード                       |
| 2009      | ロンドン警視庁犯罪ファイル Trial & Retribution | Imogen                        | シーズン12 第1話 "Siren (Part 1)" |
| 2011      | CAMELOT 〜禁断の王城〜 Camelot                 | グィネヴィア                  | 10エピソード                      |